# Chata PTTK v Doline Pięciu Stawów Polskich

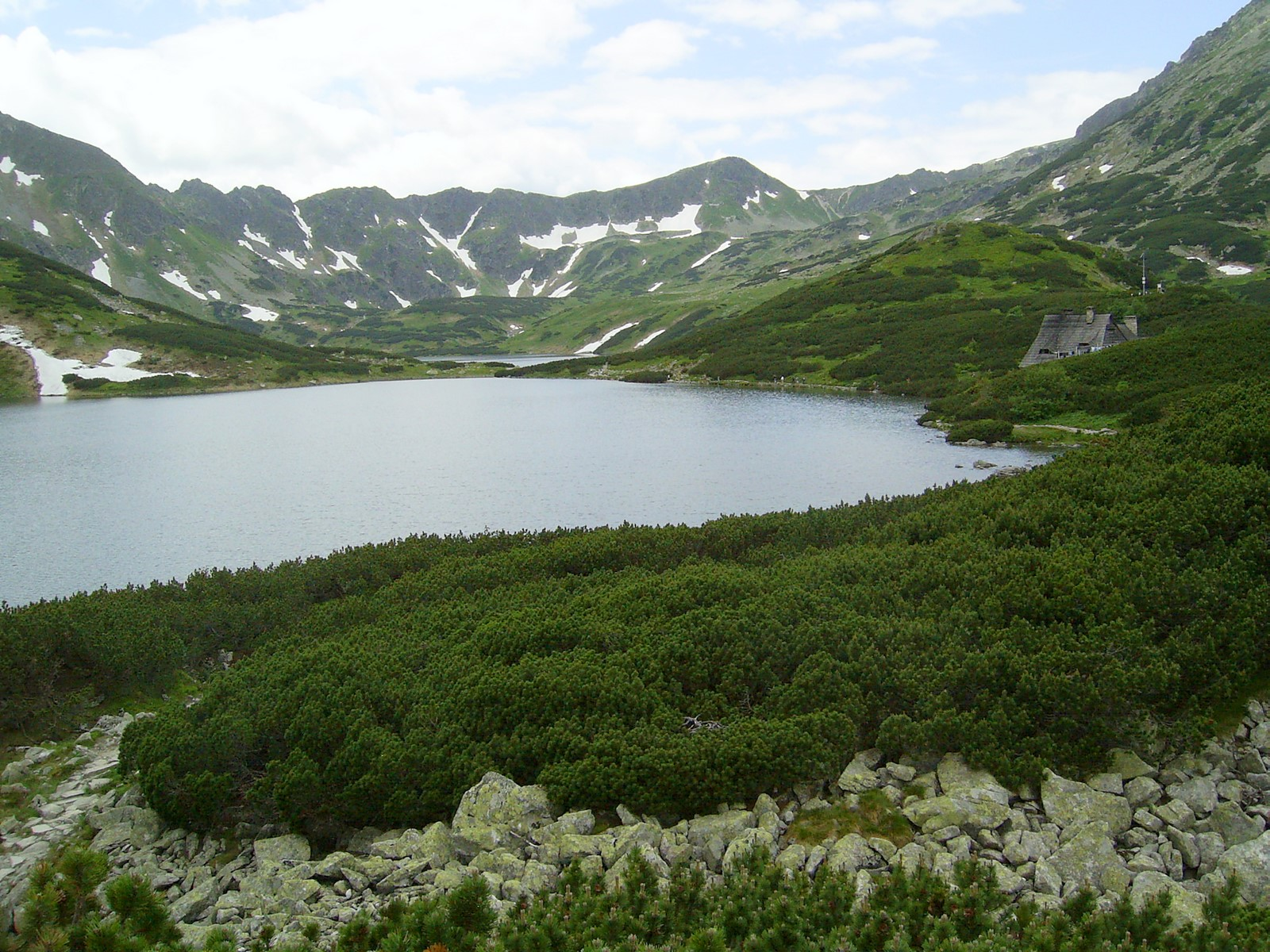
Chata u plesa Przednie Staw Polski

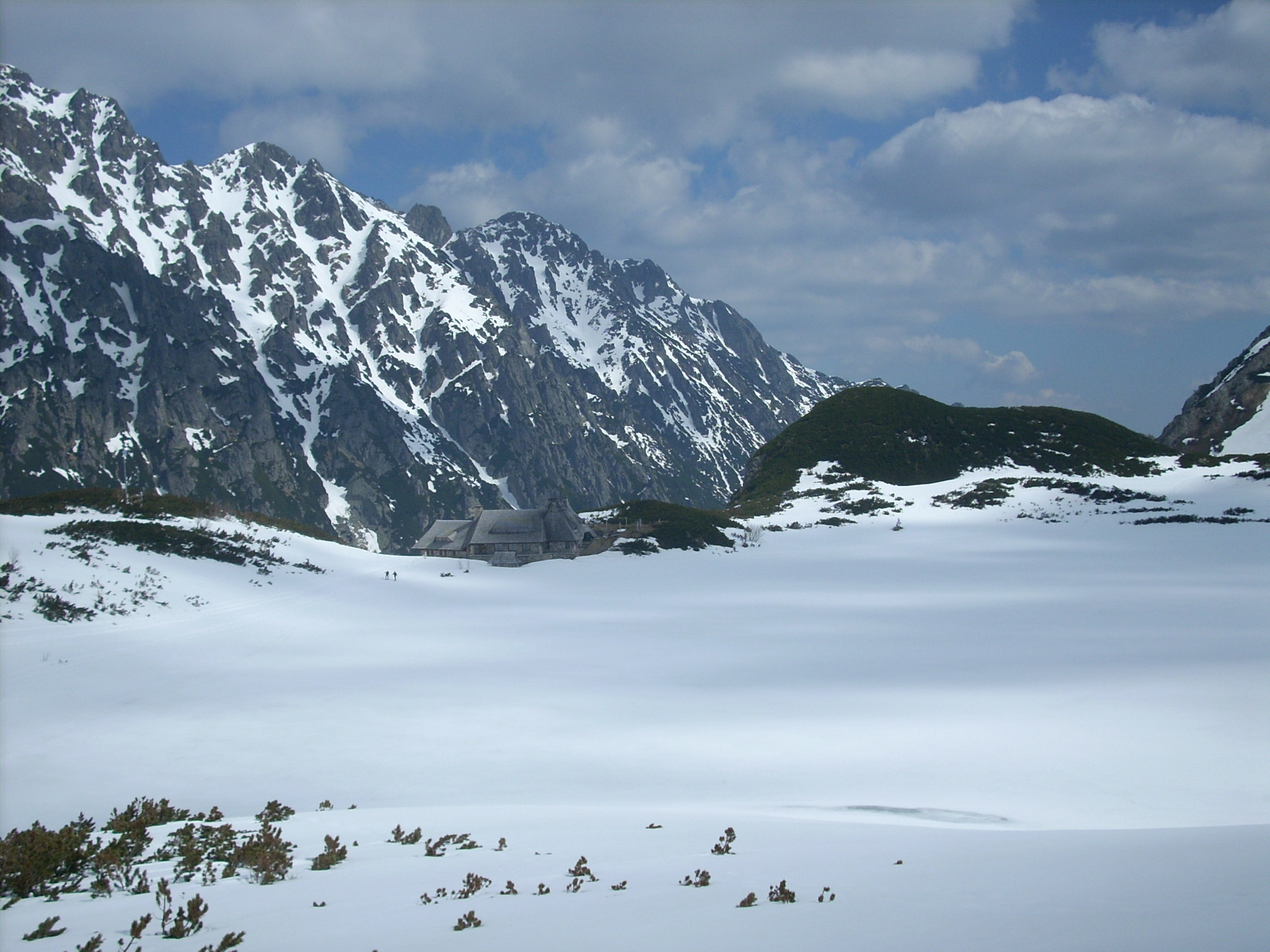
Chata v zimě

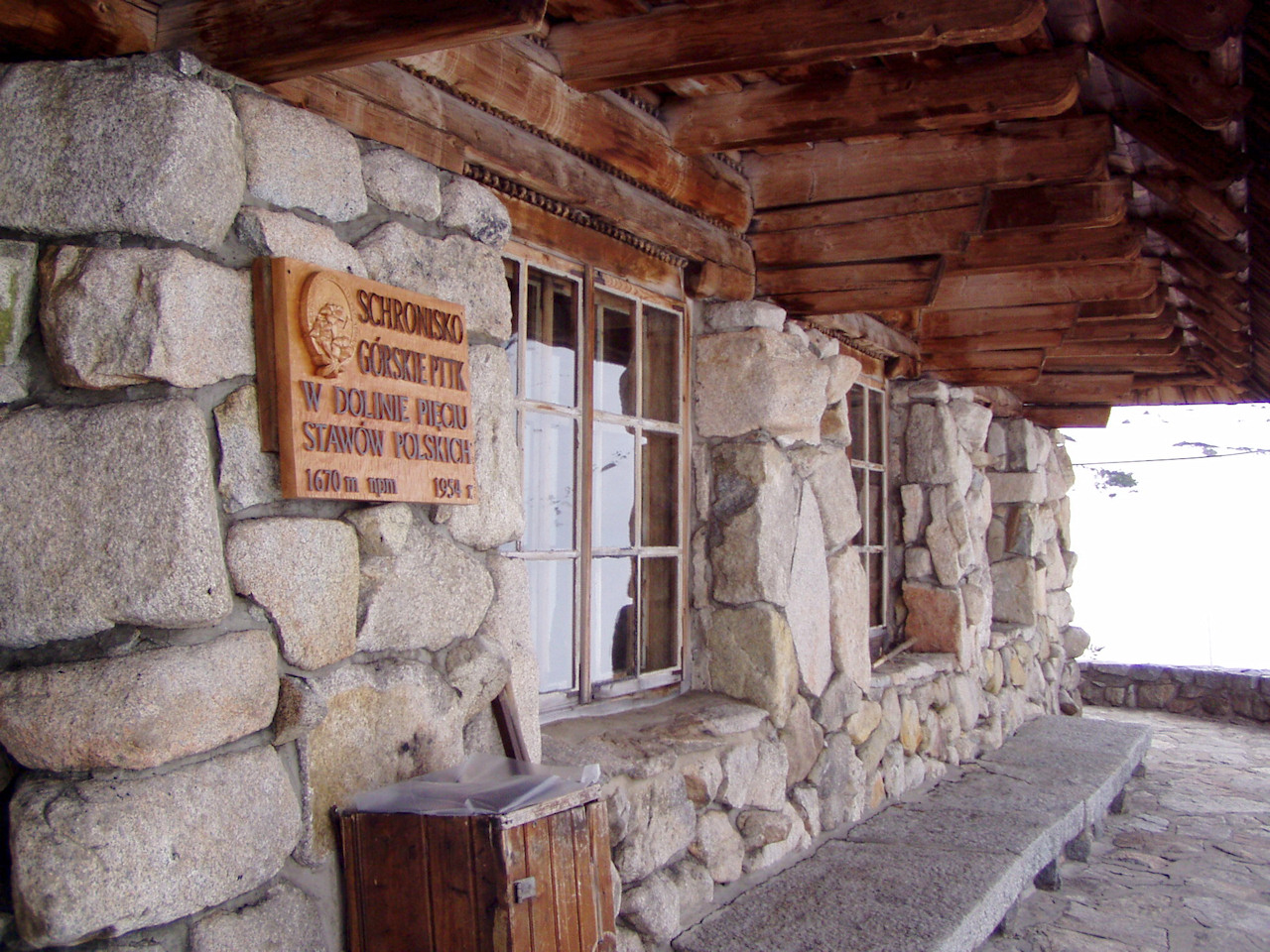
Před vchodem do chaty

Chata PTTK v Dolině Pięciu Stawów Polskich (polsky Schronisko PTTK w Dolinie Pięciu Stawów Polskich i Schronisko Pięciostawiańskie) je turistická chata na polské straně Vysokých Tater v Dolině Pięciu Stawów Polskich. Byla vybudována v letech 1947 – 1953 při plese Przedni Staw ve výši 1671 m n. m.. Je nejvýše položenou horskou chatou v Polsku. Na přenocování nabízí 67 lůžek ve dvou až desetimístných pokojích. Chatu obhospodařuje Polský turisticko-vlastivědný spolek. Pojmenována je po polském vědci a horolezci Leopoldovi Świerzovi.

## Předchůdci chaty
Dolinu Pięciu Stawów Polskich v minulosti vyhledávali pastýři. Hala Pięć Stawów byla od roku 1637 majetkem rodiny Nowobilských. Král Vladislav IV. daroval tento kraj šoltýsovi obce Białka Wojciechu Nowobilskému. Památníkem dávných pasteveckých dob je dodnes stojící pastýřská koliba, kterou využívali náhodní návštěvníci doliny a první horolezci. V roce 1876 přestala sloužit svému účelu, když z iniciativy Towarzystwa Tatrzańskiego byla při plese Mały Staw postavena první chata.
Byla to malá jednoprostorová žulová stavba, která nesla jméno polského geologa Ludwika Zejsznera. Chatu využívali v létě, zatímco v zimě podléhala nepříznivému počasí. Každý rok si její opravy vyžádaly vysoké finanční náklady. Zejména proto Towarzystwo Tatrzańskie v roce 1896 se rozhodlo postavit novou, lepší chatu. Práce se začaly velmi rychle a už v roce 1898 byla stavba dokončena. Měla dřevěné stěny, byla v ní pec, pryčny na spaní a vyhovovala turistům a horolezcům i v zimě. Velmi rychle si ji oblíbili. Proto byla několikrát rozšířena a modernizována. Hospodařili v ní chataři Jędrzej Nowobilski, Wojciech Budz, Jan Nowobilski a Maria Budzowa. Od zimy roku 1907 hospodařila v chatě nově zřízena Sekcja Narciarska Towarzystwa Tatrzańskiego (Lyžařská sekce Tatranského spolku). Během první světové války chata byla několikrát zdevastovaná, později, za pomoci Kompanii Wysokogórskiej Wojska Polskiego (vysokohorské oddílu polské armády), byla opět uvedena do provozu. Nájem chaty po Marii Budzowej převzala její dcera Wiktoria Bigosowa.
Chata sloužila turistům do roku 1924, kdy se reformovaná zakopanského sekce Polského turisticko-vlastivědného spolku rozhodla vybudovat novou větší chatu, kterou v roce 1935 postavili podle projektu ředitele Průmyslové školy v Zakopaném Karola Stryjeńského. Nájemci se stali Maria a Andrzej Krzeptowskí. Andzrej Krzeptowský byl lyžař olympionik. Zakrátko byla chata populární. Po roční přestavbě byla zvětšena a obložena kamennou zdí. Mohla hostit o polovinu více návštěvníků než dosud. Uskutečňovaly se zde lyžařské kurzy Polskiego związku Narciarskiego (Polského lyžařského svazu) s účastí předních polských lyžařů jako byly: Helena Marusarzówa, Stanisław, Jan a Andrzej Marusarzskí, Marian Woyna Orlewicz, Helena Becker, Bronisław Czech. Na začátku druhé světové války Andrzej a Maria Krzeptowskí museli z chaty odejít. Starala se o ni Franciszka Gabrys. Ještě v témže roce se vrátila se svými syny Maria Krzeptowska. V horách se pohybovaly partyzánské oddíly, které využívaly chatu jako útočiště. Chata přežila celou válku. V květnu roku 1945 z neznámých příčin vyhořela.
Po osvobození Polský turisticko-vlastivědný spolek obnovil svou činnost, ale s výstavbou chaty neuvažoval. Znovuvybudování se ujal Andrzej Krzeptowski s manželkou. V roce 1947 při plese Mały Staw vyrostla malá dřevěná turistická chatka. Byla první vybudovanou ve Vysokých Tatrách po roce 1945 a sloužila návštěvníkům do roku 1954. Od roku 1968 ji využívají strážci Tatrzańskiego Parku Narodowego.

## Současná chata
V roce 1954 byla v Dolině Pięciu Stawów dokončena současná v pořadí již pátá chata. Do krajinného celku byla harmonicky zakomponována kamenně-dřevěná chata (autory projektu byly: Anna Gorski, Jan Olaf Chmielewski, Jędrzej Czarniak, Gerard Ciołek a Jerzy Mokrzyński) postavená na novém místě - nad severním břehem plesa Przedni Staw Polski. V březnu 1956 byla oficiálně otevřena. Vedla ji dlouholetá osvědčená chatárka Maria Krzeptowska. Navzdory mnoha problémům souvisejících se zásobováním chaty (zboží na chatu dopravovaly koňské povozy a nosiči) chata poskytovala dobré zázemí všem, kteří ji navštívili. V roce 1957 Andrzej Krzeptowski a jeho syn Józef odešli na Chatu PTTK Wincenty Pola v Dolině Roztoki a Maria ze synem Andrzejem zůstali v nové chatě. V roce 1973 chatu vedli oba bratři Andrzej a Józef s manželkami. Později převzal vedení sám Andrzej († 20. října 2013), v roce 1998 mu pomáhala dcera Maria s manželem a dcera Marta.

## Turistika
- Dolina Roztoki od Mickiewiczových vodopádů (vedle cesty z Palenicy Białczańské na Morské oko) nad Wielki Staw Polski. Od plesa dále po  modré značce.
  - délka túry od vodopádů po cestě na Morské oko a k Wielkiemu Stawu: 2:05 h, ↓ 1:40 h
  - délka túry od Wielkieho Stawu na chatu: 10 min
- Od  zelené značky sa odpojuje černá turistická značka, která nabízí alternatívní trasu na chatu.
  - délka túry od vodopádů na rozcestí chodníků: 1:20 h, ↓ 1 h
  - délka túry od rozcestí se  zelenou značkou po chodník na chatu: 40 min, ↓ 30 min
- po modré značce od Morského oka přes Rówień nad Kępą, Świstówku Roztocku a Świstowu Czubu okolo chaty a potom na sedlo Zawrat.
  - délka túry od Morského oka na chatu: 2 h, zpět 1:40 h
  - délka túry od chaty na Zawrat: 1:40 h, ↓ 1:30 h